# Calaina
Calaina is een geslacht van kevers uit de familie bladkevers (Chrysomelidae).
De wetenschappelijke naam van het geslacht werd in 1887 gepubliceerd door Schauffus.

## Soorten
- Calaina admirabilis (Schaufuss, 1887)